# Colombier (Dordogne)
Colombier (okzitanisch Colombièr) ist eine französische Gemeinde mit 279 Einwohnern (Stand 1. Januar 2022) im Département Dordogne in der Region Nouvelle-Aquitaine (vor 2016: Aquitanien). Sie gehört zum Arrondissement Bergerac und zum Kanton Sud-Bergeracois.
Der Name leitet sich vom lateinischen colombarium (deutsch Taubenschlag) ab.

## Geographie
Colombier liegt ca. acht km südsüdöstlich und damit im Einzugsbereich (Aire urbaine) von Bergerac in der Region Bergeracois der historischen Provinz Périgord.
Umgeben wird Colombier von den Nachbargemeinden:
|             | Bergerac                                    | Saint-Nexans     |
| Monbazillac | Kompassrose, die auf Nachbargemeinden zeigt | Conne-de-Labarde |
| Ribagnac    | Bouniagues                                  |                  |

Die Gemeinde hat die Besonderheit von zwei Bourgs, Colombier und Labadie, die rund 500 m voneinander entfernt sind. In Colombier befindet sich die Pfarrkirche und das Schloss, in Labadie das Rathaus, die Schule, die Festhalle und der Tennisplatz. Außerdem gehören 18 Weiler zur Gemeinde.
Colombier liegt im Einzugsgebiet des Flusses Dordogne.
Die Gardonnette, einer ihrer Nebenflüsse, markiert die Grenze zur südwestlichen Nachbargemeinde Ribagnac. Ein weiterer Nebenfluss der Dordogne, der Ruisseau de Lespinassat, entspringt auf dem Gebiet der Gemeinde ebenso wie der Cavérieu, ein Nebenfluss der Conne.

## Geschichte
Spuren einer bedeutenden Dorfes in gallorömischer Zeit lassen die erste Besiedelung des Standortes auf das dritte Jahrhundert n. Chr. datieren. An einem Ort namens Les Caraignes sind Spuren einer Villa und einer Römerstraße, Scherben von Tongefäßen, eine Statuette und ein Schatz mit rund 3.000 Münzen gefunden. Bis 1588 unterstand Colombier dem Baronat von Montcuq. Anschließend bildeten Colombier, Monbazillac und Saint-Christophe einen Gerichtsbezirk mit dem Sitz auf dem Schloss von Monbazillac. Im Jahre 1608 wurde ein Fort auf dem Gebiet von Colombier zum Schutz des Schlosses errichtet. Im Jahre 1761 verweigerte der Pfarrer der Kirchengemeinde mit Billigung des Bischofs von Sarlat einen Protestanten als Paten für eine Glocke zu akzeptieren. Während der Französischen Revolution wurde Pfarrer Chanut davon abgehalten, die Messe zu lesen. Er feierte sie zunächst im angrenzenden Wald, wurde aber bald aufgefordert, dies zu unterlassen. Daraufhin leistete er den verlangten Eid auf die Zivilverfassung des Klerus. 1802 wurde er Pfarrer von Monbazillac und verspottete die widerspenstigen Priester. Die ehemalige Nationalstraße von Paris nach Barèges führte durch die Gemeinde. Sie wurde von mehreren französischen Königen genutzt, die von Paris nach Barèges oder Dax reisten.

### Toponymie
Toponyme und Erwähnungen von Colombier waren:
- Eccl. de Colombiera (1556, Schild der Bistümer Périgueux und Sarlat),
- Colombiers (1750, Karte von Cassini),
- Colombier (1793 und 1801, Notice Communale bzw. Bulletin des Lois).[6][7][8]

### Einwohnerentwicklung

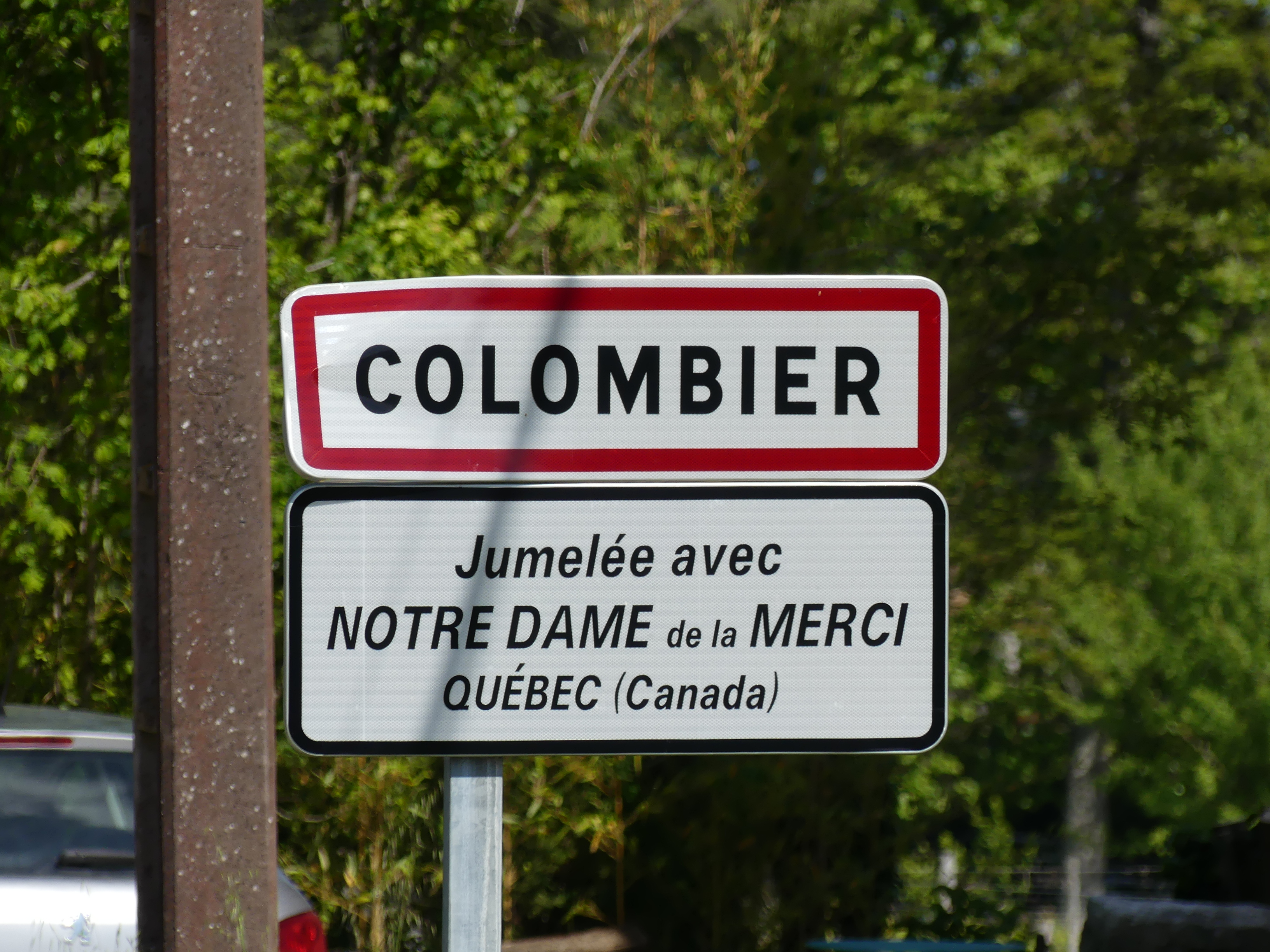
Ortseingangsschild

Nach Beginn der Aufzeichnungen stieg die Einwohnerzahl in der ersten Hälfte des 19. Jahrhunderts auf einen Höchststand von rund 440. In der Folgezeit sank die Größe der Gemeinde, erreichte in der ersten Hälfte des 19. Jahrhunderts noch einmal einen relativen Höhepunkt bei rund 415 Einwohnern, sank aber anschließend erneut bei kurzen Erholungsphasen bis zu den 1980er Jahren auf 195 Einwohner, bevor eine moderate Wachstumsphase einsetzte, die noch heute andauert.
| Jahr      | 1962 | 1968 | 1975 | 1982 | 1990 | 1999 | 2006 | 2010 | 2022 |
| --------- | ---- | ---- | ---- | ---- | ---- | ---- | ---- | ---- | ---- |
| Einwohner | 241  | 233  | 212  | 195  | 228  | 226  | 235  | 242  | 279  |

## Gemeindepartnerschaft
Colombier unterhält seit 1996 eine Partnerschaft mit Notre-Dame-de-la-Merci in der kanadischen Provinz Québec.

## Sehenswürdigkeiten

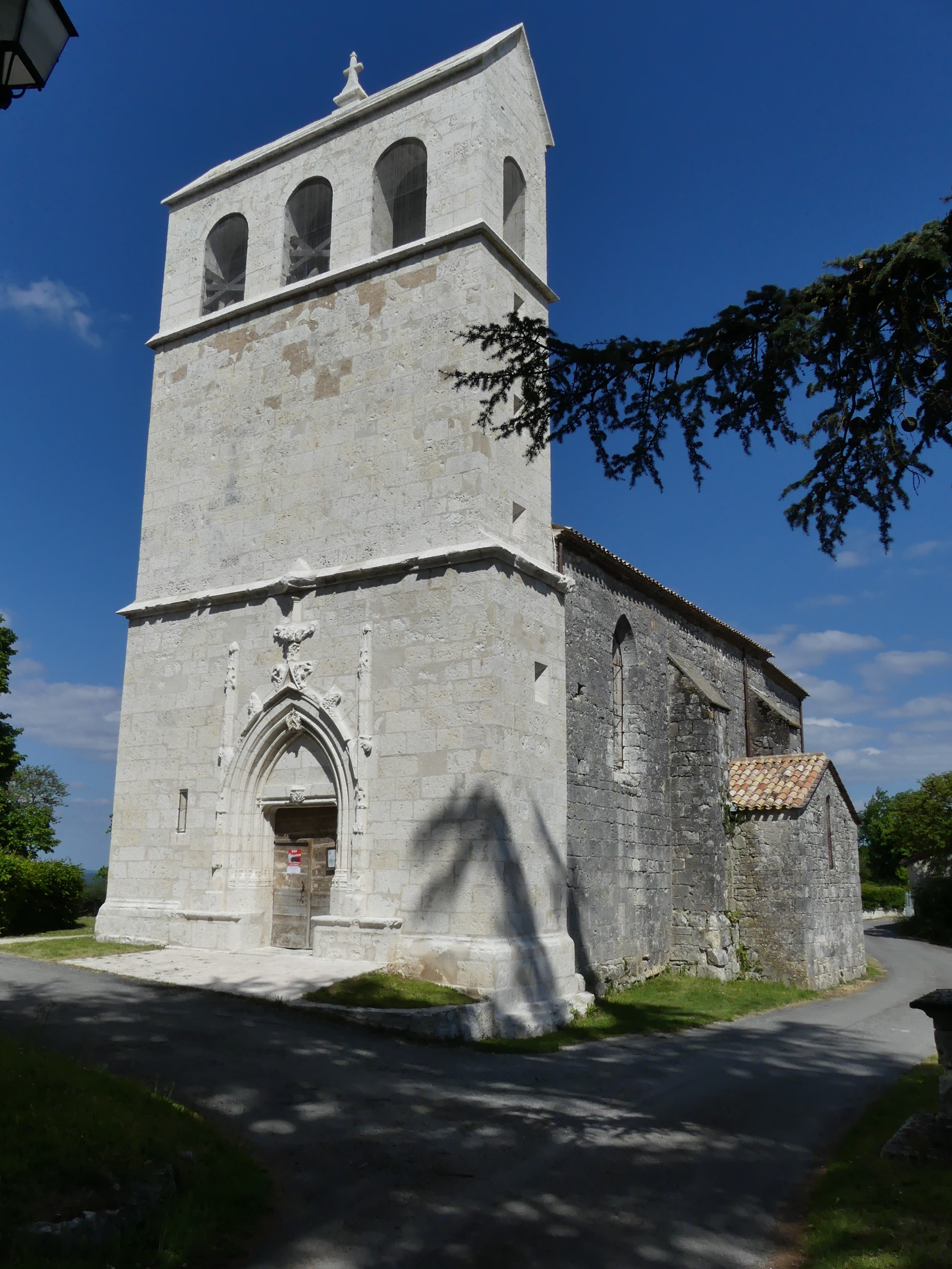
Pfarrkirche Saint-Pierre-et-Saint-Paul

### Pfarrkirche Saint-Pierre-et-Saint-Paul
Die den Heiligen Petrus und Paulus geweihte Kirche wurde im 12. Jahrhundert auf der Spitze einer Anhöhe errichtet und im 18. Jahrhundert umgebaut. Sie besitzt eine flache Apsis mit einem Chor, der mit einem Tonnengewölbe ausgestaltet ist. Das Hauptschiff wird durch ein Kreuzrippengewölbe gedeckt, die beiden Seitenkapellen besitzen ein Kreuzgratgewölbe. Der mit Steinplatten gedeckte Glockengiebel ruht auf einer zwei Meter dicken Wand und birgt drei Glocken. Rechts hinter dem Eingang im Renaissance-Stil befindet sich eine Spindeltreppe, links eine kleine Taufkapelle aus dem 16. Jahrhundert. Das Weihwasserbecken ist aus einer Säule eines ehemaligen römischen Tempels entstanden. Die Kirche ist seit dem 12. Oktober 1948 als Monument historique eingeschrieben.

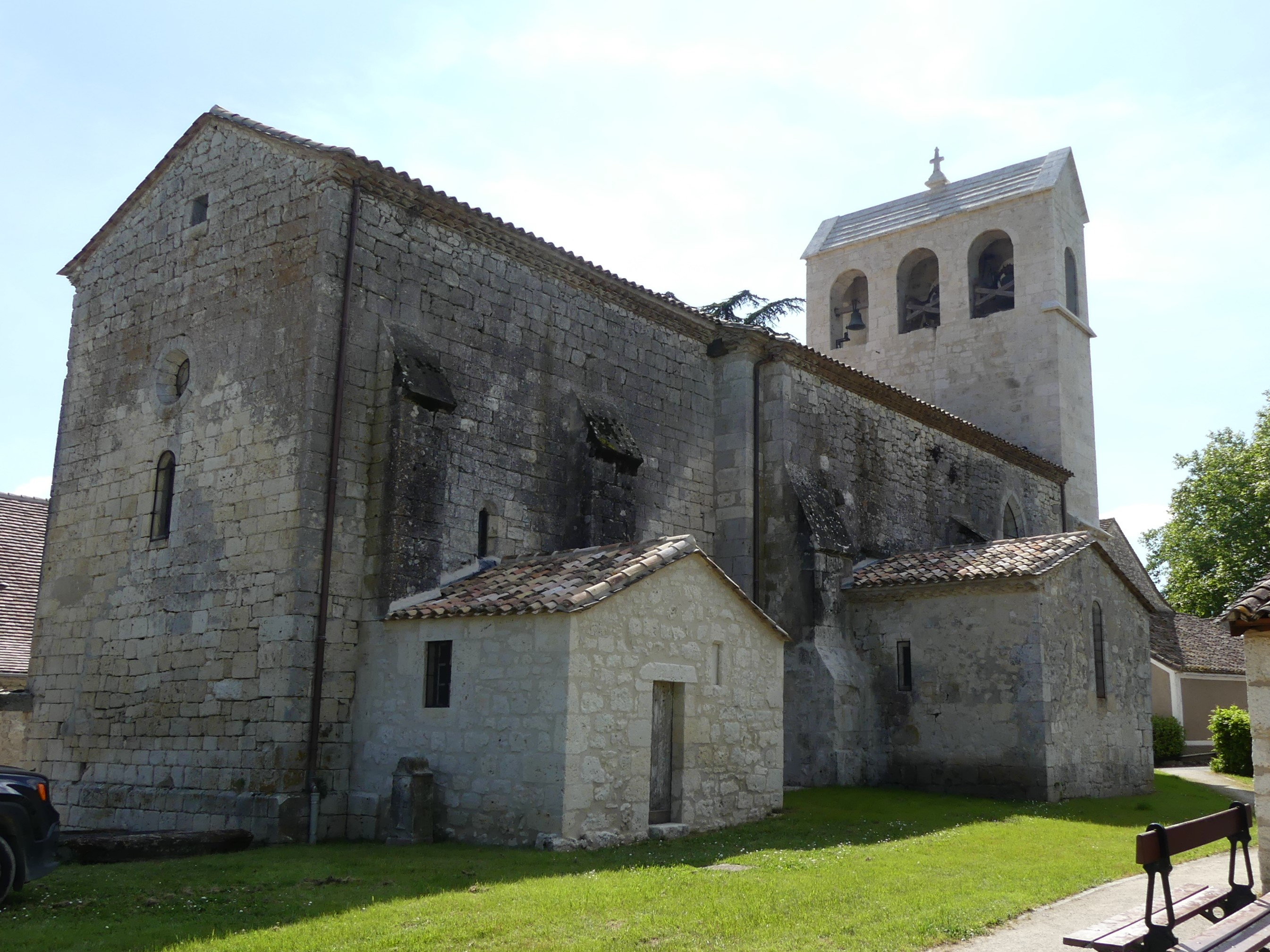
Ansicht der Rückseite
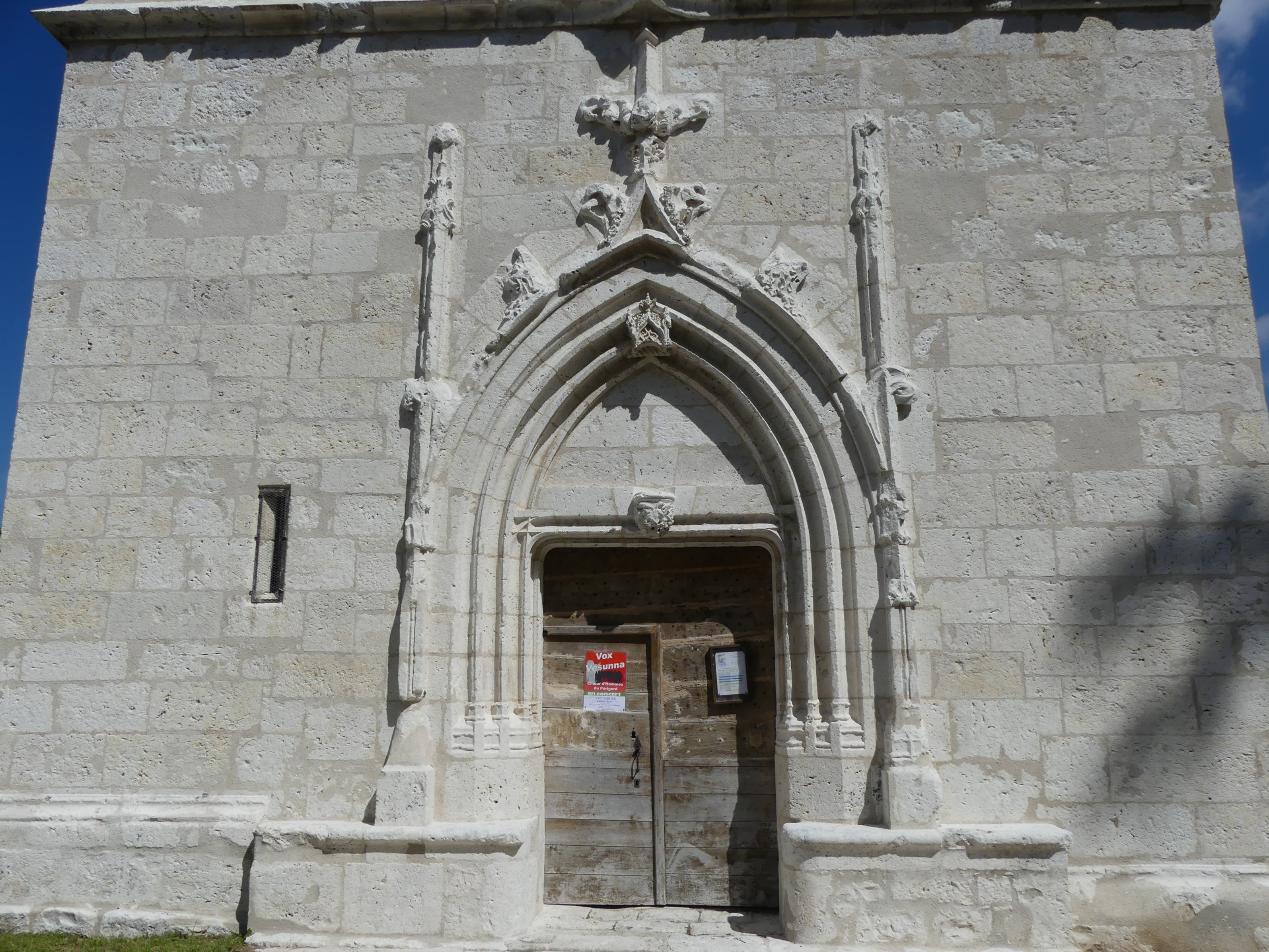
Eingangsportal
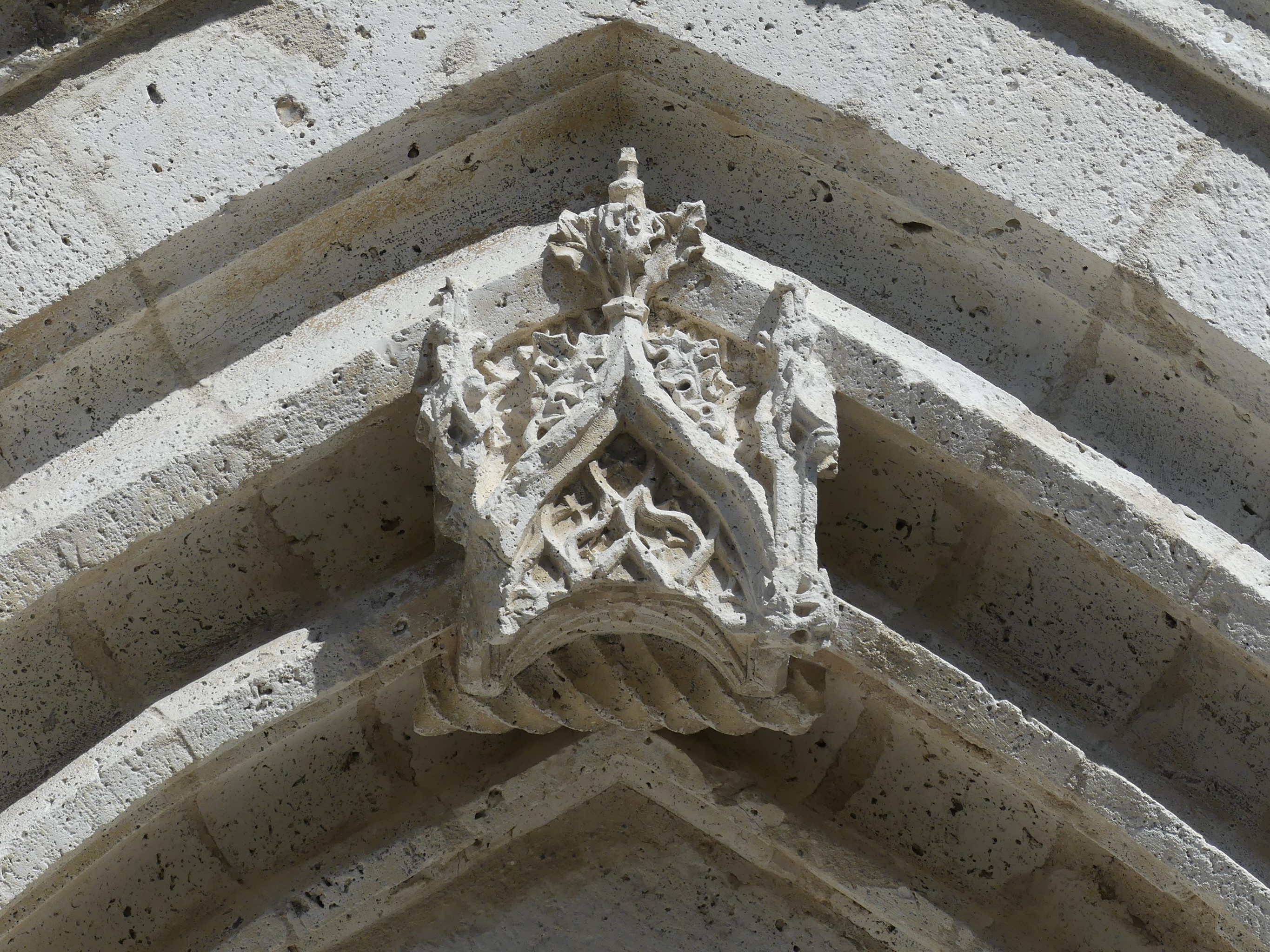
Relief über dem Eingangsportal

### Schloss Jaubertie

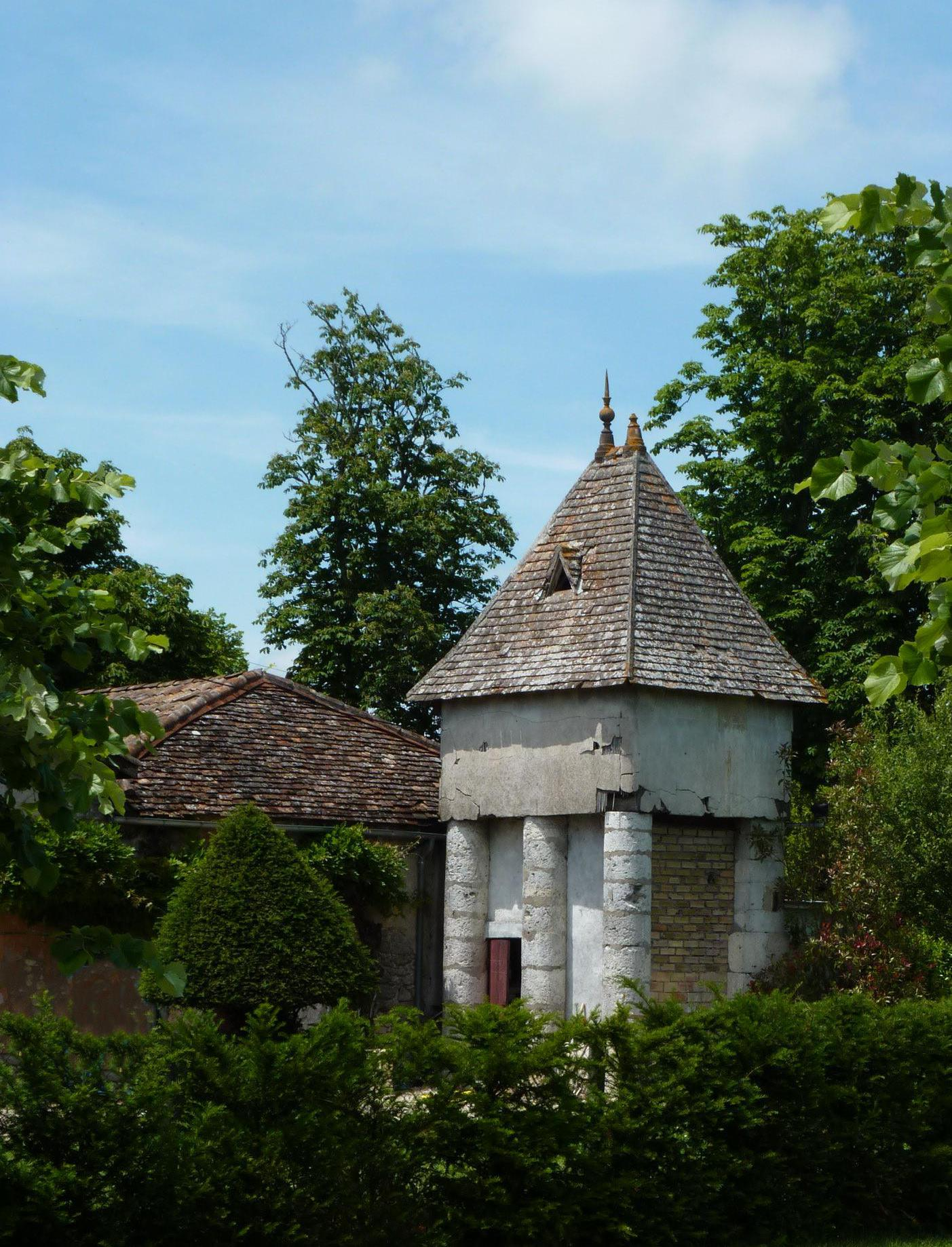
Taubenschlag des Schlosses Jaubertie

Das Schloss erhielt seinen Namen von einem kleinen Fluss, der durch das Landgut fließt. Hier wurden Spuren eines Lagers aus der Periode der Jungsteinzeit gefunden. Im 12. Jahrhundert war der Standort als Lehen bekannt. Im 16. Jahrhundert wurde es ein Anwesen für die Jagd im Besitz des französischen Königs Heinrich IV., der es 1592 seiner Mätresse Gabrielle d’Estrées schenkte. Von 1658 bis 1858 war das Schloss Eigentum der Familie Calbiac, ausgenommen in der Zeit während der Französischen Revolution. Leon Beylet, der Leibarzt Marie-Antoinettes, residierte hier während dieser Zeit. Er vollendete den Bau im Stil des Directoire zusammen mit einem Lustschloss für seine Mätresse, einer Tänzerin. Das Wappen über dem Eingang trägt heute noch das Monogramm „L.B.“. Vom Ende des 18. Jahrhunderts bis zum Beginn des 20. Jahrhunderts erfuhr das Schloss mehrere Umbauten. Die angrenzenden Pavillons wurden zu Beginn des 19. Jahrhunderts vom Haupthaus getrennt. Der Giebel der Hauptfassade wurde umgeändert als Folge eines Feuers im Jahre 1916. Seit 1973 ist das Anwesen aufeinanderfolgend in Händen von Mitgliedern der Familie Ryman. Fassaden und Dächer des Schlosses, die Pavillons, die Taubenschläge und der Brunnen sind zusammen seit dem 12. Juli 2004 als Monument historique eingeschrieben.

## Wirtschaft und Infrastruktur

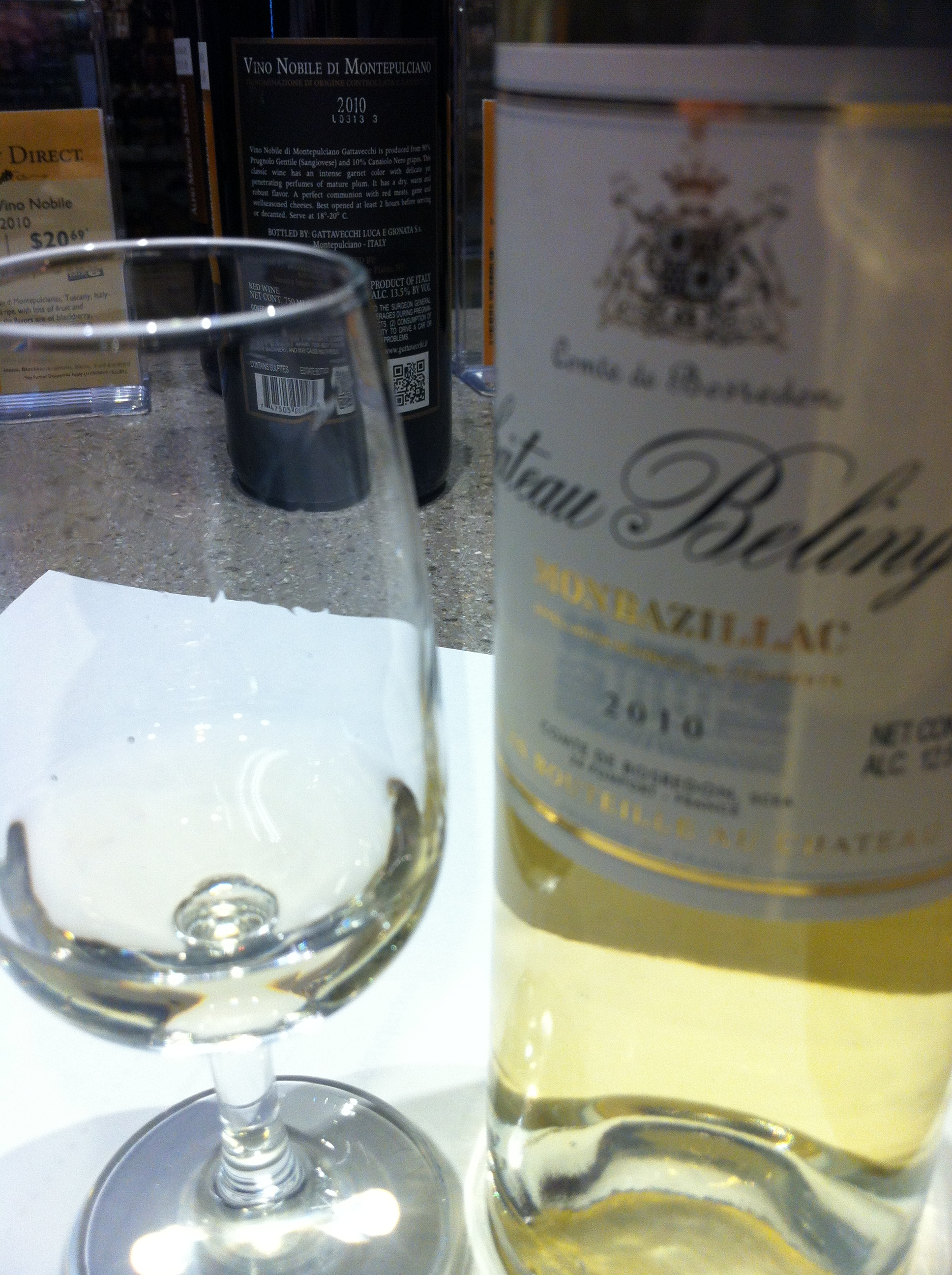
Monbazillac-Wein

Der Weinbau ist einer der wichtigsten Wirtschaftsfaktoren der Gemeinde.
Colombier liegt in den Zonen AOC des Bergerac mit den Appellationen Bergerac und Côtes de Bergerac und des Monbazillac, einem Dessertwein.

### Bildung
Die Gemeinde verfügt über eine öffentliche Vor- und Grundschule mit 43 Schülerinnen und Schülern im Schuljahr 2018/2019.

### Sport und Freizeit
- Der Fernwanderweg GR 6 von Sainte-Foy-la-Grande (Département Gironde) nach Saint-Paul-sur-Ubaye (Département Alpes-de-Haute-Provence) führt am Zentrum von Colombier vorbei.[19]

- Der Rundweg Boucle autour de la vigne à Colombier besitzt eine Länge von 5,5 km bei einem Höhenunterschied von 50 m. Er führt vom Zentrum durch die Weinberge der Gemeinde.[20]

- Der Radrundweg A vélo autour de Monbazillac besitzt eine Länge von 24 km bei einem Höhenunterschied von 41 m. Er führt von Monbazillac auch durch das Zentrum von Colombier.[21]

### Verkehr
Die Route nationale 21 durchquert das Gebiet der Gemeinde und verbindet sie mit Bergerac im Norden und Villeneuve-sur-Lot im benachbarten Département Lot-et-Garonne. Colombier ist außerdem erreichbar über die Routes départementales 13 und 14.